# Air Ontario

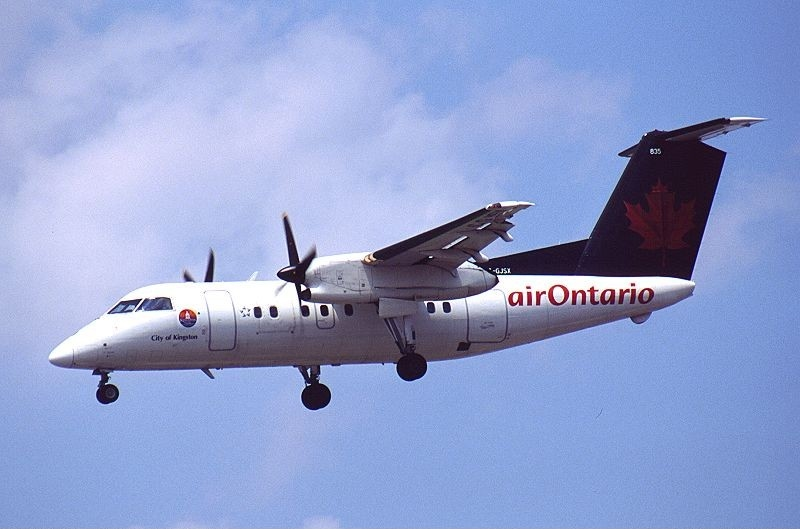
Air Canada/Air Ontario

Air Ontario Inc. war eine kanadische Regionalfluggesellschaft mit Sitz in London, Ontario. Im Jahr 2002 ging das Unternehmen in der Air Canada Jazz auf.

## Geschichte

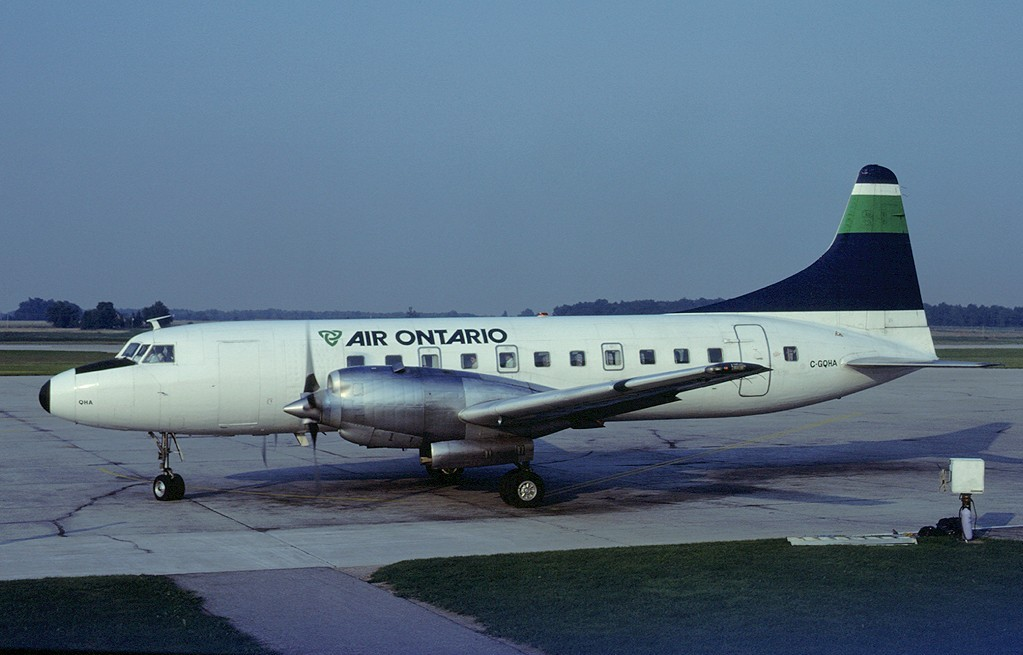
Eine Convair 580 auf dem London International Airport, London. (1983)

Great Lakes Airlines (Kanada) wurde im Jahr 1977 gegründet, im Juni 1987 Air Ontario Ltd. und in den Jahren 1983 entstand Air Ontario Inc., als James Plaxton Great Lakes Airlines nach ihrem Konkurs gekauft hatte.
Als hundertprozentige Tochtergesellschaft von Air Canada betrieb Air Ontario als Codesharing-Partner für Air Canada nationale Flugstrecken sowie Flüge innerhalb Ontarios ab Februar 1990, Strecken nach North Bay, Sudbury (Vermont), Timmins und Windsor wurden eröffnet. Nach ihrer Expansion folgten bald Routen vom Flughafen Toronto-Island nach Montreal und Ottawa, zusammen mit neuen Routen in die Vereinigten Staaten.
Im Januar 2001 wurde die Fluggesellschaft Air Canada Regional Inc. aus der Fusion mehrerer Gesellschaften gegründet. Als eine hundertprozentige Tochtergesellschaft von Air Canada führte sie die Strecken von den vier Regionalfluggesellschaften durch – Air BC, Air Nova, Air Ontario und Canadian Regional Airlines. Die Fusion der vier Unternehmen wurde im Jahr 2002 fertiggestellt, es entstand die Fluggesellschaft Air Canada Jazz.

## Flotte
Bis 2001 umfasste die Air Ontario Flotte folgende Turboprop-Flugzeuge:
- De Havilland Canada DHC-8 Serie 100 - 41 Flugzeuge
- De Havilland Canada DHC-8 Serie 300 - 7 Flugzeuge

Insgesamt Flugzeuge in der Flotte im Jahr 2001: 48
Die Fluggesellschaft betrieb zuvor auch Convair 580 Turboprops und Fokker F28 Jets. Die Convair 580 wurde zunächst von Air Canada mit den DHC-8 betrieben, die F28 waren die einzigen Jet-Flugzeug-Typen, die jemals von Air Ontario betrieben wurden.

## Flugziele 1984
Air Ontario betrieb Convair 580 Turboprops als unabhängiges Luftfahrtunternehmen mit Linienflügen zu Flugzielen in den Provinzen Ontario und Québec in Kanada sowie zu zwei Flugzielen im Osten der USA:
London, Ontario, Flughafen Montréal-Dorval, Ottawa, Sarnia, Sudbury, Flughafen Toronto-Pearson International und in den USA Cleveland sowie Hartford, Connecticut.
Bis 1989 hatte die Fluggesellschaft zwei Fokker F28 Fellowship zu ihrer Flotte hinzugefügt.

## Flugziele 1992
Air Ontario betrieb über Air Canada Connector eine Codesharing-Vereinbarung mit Air Canada zu folgenden Flugzielen in Kanada und den USA:
London, Montréal-Dorval, North Bay, Ottawa, Sarnia, Sault Ste. Marie, Sudbury, Thunder Bay, Timmins, Toronto-Island und Toronto-Pearson, Windsor und Winnipeg, sowie Cleveland, Hartford und New York City (Flughafen Newark).
Bis 1995 hatte Air Ontario für Air Canada Connector Nonstop-Flüge zwischen Toronto und Baltimore hinzugefügt und alle Flüge wurden mit De Havilland Canada DHC-8 Turboprop-Flugzeugen durchgeführt.

## Zwischenfälle
- Am 1. November 1988 stürzte eine Douglas DC-3/C-47A-25-DK der Air Ontario (Luftfahrzeugkennzeichen C-FBJE) im Pikangikum See auf einem Inlandsfrachtflug vom Red Lake Airport zum Pikangikum Flughafen ab. Zwei der drei Menschen an Bord wurden getötet.[1]

- Am 10. März 1989 stürzte eine Fokker F28-1000 Fellowship der Air Ontario (C-FONF) in der Nähe von Dryden, Ontario auf dem Weg von Thunder Bay nach Winnipeg über Dryden 49 Sekunden nach dem Abheben ab. Es kamen 21 von 65 Passagieren und 3 von 4 Besatzungsmitgliedern ums Leben. Aufgrund des defekten Hilfstriebwerks (APU) musste ein Motor am Boden laufen. Allerdings war hierbei die Enteisung verboten und unterblieb daher, was zum Absturz führte (siehe auch Air-Ontario-Flug 1363).[2]